# Pauri
Pauri, Pauree ou Pouri est un terme penjabi qui désigne dans le sikhisme un groupe de versets, une strophe dans les Écritures Saintes: le Guru Granth Sahib. Paurian est la forme plurielle. Ce mot peut être utilisé dans le titre de poèmes, comme dans Paurian Guru Gobind Singh Khan, une composition de la fin du XVIIe siècle.